# Micronaclia purpusilla
Micronaclia purpusilla är en fjärilsart som beskrevs av Paul Mabille. Micronaclia purpusilla ingår i släktet Micronaclia och familjen björnspinnare. Inga underarter finns listade i Catalogue of Life.